# Ribera de Costoja
La Ribera de Costoja és una riera de la Catalunya del Nord, dels termes comunals de Costoja i de Sant Llorenç de Cerdans, tots dos a la comarca del Vallespir.
Neix al costat sud-oest mateix del poble de Costoja per la unió del Còrrec dels Castanyers Petits i el Còrrec de la Fardera, des d'on davalla primer cap a l'oest i fa un bon tros de termenal entre Costoja i Sant Llorenç de Cerdans, fins que es decanta cap al nord, moment en què deixa de ser termenal i entra de ple en el segon d'aquests dos termes, just al Mas de la Faja, encara de Costoja. Poc després d'entrar en el terme de Sant Llorenç de Cerdans arriba a la Farga de Dalt, a la qual fa la volta pel costat de llevant, i al nord d'aquest lloc, actualment una serradora, s'uneix amb la Ribera de Vila-roja per tal de formar la Quera.